# حارة الزبيري (البريقة)
حارة الزبيري هي إحدى حارات حي ناجي الواقع بمديرية البريقة التابعة لمحافظة عدن، بلغ تعداد سكانها 3448 نسمة حسب تعداد اليمن لعام 2004.